# 대한민국 형법 제154조
대한민국 형법 제154조는 허위의 감정, 통역, 번역에 대한 형법각칙의 조문이다.

## 조문
제154조(허위의 감정, 통역, 번역) 법률에 의하여 선서한 감정인, 통역인 또는 번역인이 허위의 감정, 통역 또는 번역을 한 때에는 전 2조의 예에 의한다.

第150條(豫備, 陰謀) 第147條와 第148條의 罪를 犯할 目的으로 豫備 또는 陰謀한 者는 3年 以下의 懲役에 處한다.

## 참조조문
제147조(도주원조) 법률에 의하여 구금된 자를 탈취하거나 도주하게 한 자는 10년 이하의 징역에 처한다.

제148조(간수자의 도주원조) 법률에 의하여 구금된 자를 간수 또는 호송하는 자가 이를 도주하게 한 때에는 1년 이상 10년 이하의 징역에 처한다.

## 같이 보기
- 통역